# Trimorus
Trimorus is een geslacht van vliesvleugelige insecten van de familie Scelionidae.

## Soorten
- T. abbreviatus (Kieffer, 1908)
- T. aegle (Walker, 1836)
- T. algicola (Kieffer, 1911)
- T. angustipennis (Kieffer, 1908)
- T. antennalis (Kieffer, 1908)
- T. apricans (Walker, 1836)
- T. aptus Kononova & Kozlov, 2000
- T. aratus (Walker, 1836)
- T. arenicola (Thomson, 1859)
- T. argillosus Kozlov & Kononova, 2001
- T. asramanes (Walker, 1836)
- T. astutus Kononova & Kozlov, 2001
- T. autumnalis (Thomson, 1859)
- T. baloghi (Szabó, 1959)
- T. basalis (Kieffer, 1908)
- T. bassus (Walker, 1836)
- T. biroi (Szabó, 1957)
- T. bisulcatus (Kieffer, 1908)
- T. bohemicus Masner, 1962
- T. brevicollis (Thomson, 1859)
- T. brevicornis (Thomson, 1859)
- T. brevipennis (Kieffer, 1908)
- T. buccatus Kononova & Kozlov, 2001
- T. bulgaricus Kononova & Petrov, 1999
- T. butus Kononova & Kozlov, 2001
- T. calligetus Kononova & Kozlov, 2001
- T. cameroni (Kieffer, 1908)
- T. carinatus (Kieffer, 1908)
- T. carinifrons (Kieffer, 1908)
- T. cephisus (Walker, 1836)
- T. cornutus Buhl, 1998
- T. corum Kononova & Kozlov, 2001
- T. coxalis (Thomson, 1859)
- T. cupreus Kononova & Kozlov, 2000
- T. cursitans (Kieffer, 1908)
- T. cursor (Kieffer, 1908)
- T. curtum Kononova & Petrov, 1999
- T. chesias (Walker, 1836)
- T. chyllene (Walker, 1836)
- T. delusorius Kozlov & Kononova, 2000
- T. elatior (Walker, 1836)
- T. elongatus (Kieffer, 1908)
- T. ephippium (Walker, 1836)
- T. filicornis (Ratzeburg, 1852)
- T. fimbriatus (Kieffer, 1908)
- T. flabellatus (Kieffer, 1906)
- T. flavipes (Walker, 1836)
- T. fluitans (Maneval, 1937)
- T. fulvimanus (Kieffer, 1908)
- T. funebris (Debauche, 1947)
- T. galba (Walker, 1836)
- T. gestroi (Kieffer, 1908)
- T. glaucus (Walker, 1836)
- T. halteratus (Kieffer, 1912)
- T. hungaricus Szabó, 1966
- T. kateae Megyaszai, 1998
- T. kotenkoi Kozlov & Kononova, 2000
- T. laevifrons (Thomson, 1859)
- T. lamus (Walker, 1836)
- T. latius Kononova & Kozlov, 2001
- T. leviceps (Kieffer, 1908)
- T. levigena (Kieffer, 1908)
- T. lindbergi Masner, 1962
- T. lucorum Kononova & Kozlov, 2000
- T. luteator Kononova & Kozlov, 2001
- T. lycaon (Walker, 1836)
- T. magnus Kononova & Petrov, 1999
- T. marshalli (Kieffer, 1913)
- T. matuta (Walker, 1836)
- T. medon (Walker, 1836)

- T. micropterus (Kieffer, 1908)
- T. microspinus Buhl, 1998
- T. mirandus Kononova & Kozlov, 2001
- T. mirificus Kozlov & Kononova, 2000
- T. montivagus Kononova & Kozlov, 2000
- T. mutator Kononova & Kozlov, 2001
- T. myrmecobius (Kieffer, 1911)
- T. myrmecophilus (Kieffer, 1911)
- T. nanno (Walker, 1836)
- T. neutralis Bin, 1974
- T. nigerrimus (Kieffer, 1908)
- T. nigratus Kononova & Kozlov, 2001
- T. nigrum Kononova & Kozlov, 2001
- T. nitidulus (Thomson, 1859)
- T. ocyroe (Walker, 1836)
- T. opacus (Thomson, 1859)
- T. ovatus (Thomson, 1859)
- T. pallidimanus (Kieffer, 1908)
- T. pallipes (Thomson, 1859)
- T. pannonicus Megyaszai, 1998
- T. paula (Walker, 1836)
- T. pedes (Kieffer, 1908)
- T. pedestris (Dahl, 1912)
- T. pedisequus (Kieffer, 1908)
- T. perminutus (Dahl, 1912)
- T. petrovi Kononova, 1999
- T. pexus Kononova & Kozlov, 2000
- T. phlias (Walker, 1836)
- T. pratensis Kononova & Kozlov, 2001
- T. procris (Walker, 1836)
- T. productus (Thomson, 1859)
- T. punctatifrons (Kieffer, 1908)
- T. puncticollis (Thomson, 1859)
- T. punctulator (Ruthe, 1859)
- T. quinquespinosus (Kieffer, 1908)
- T. rarus Kononova & Kozlov, 2001
- T. reunitor Kononova & Kozlov, 2001
- T. rodopicus Kononova & Petrov, 2001
- T. rostratus (Kieffer, 1908)
- T. rotundiventris (Thomson, 1859)
- T. rubidus Kononova & Kozlov, 2000
- T. rufipes (Thomson, 1859)
- T. rufonotatus (Kieffer, 1908)
- T. ruspator Kononova & Kozlov, 2001
- T. sectigena (Kieffer, 1908)
- T. spatulifer (Maneval, 1937)
- T. striatidorsum Szabó, 1966
- T. striatigena (Kieffer, 1908)
- T. tenebrosus Kononova & Kozlov, 2001
- T. therycides (Walker, 1836)
- T. tibialis (Foerster, 1840)
- T. tillardi (Maneval, 1937)
- T. timareta (Walker, 1836)
- T. tuberculatus (Kieffer, 1908)
- T. unispinosus (Kieffer, 1908)
- T. ursinus Kononova & Kozlov, 2001
- T. varicornis (Thomson, 1859)
- T. vernalis (Kieffer, 1908)
- T. vescus Kononova & Kozlov, 2001
- T. wollastonae Graham, 1984
- T. xenetus (Walker, 1836)